# Jörg Freimuth
Jörg Freimuth (* 10. September 1961 in Rathenow, Bezirk Potsdam, DDR) ist ein ehemaliger deutscher Leichtathlet und Olympiamedaillengewinner.
Jörg Freimuth begann in der zweiten Schulklasse (1969/70) gemeinsam mit seinem Zwillingsbruder Uwe bei der BSG Einheit Rathenow mit der Leichtathletik. 1974 wurden beide an die Kinder- und Jugendsportschule in Brandenburg (Havel) delegiert, die 1978 nach Potsdam umzog. Hier wurde er Mitglied des ASK Vorwärts Potsdam.
Er gewann – für die DDR startend – bei den Olympischen Spielen 1980 in Moskau mit persönlicher Bestleistung von 2,31 Meter die Bronzemedaille im Hochsprung. Bei den Halleneuropameisterschaften 1981 kam er auf Platz sechs. Beim Europacup 1981 wurde er Vierter und beim Weltcup im selben Jahr Dritter. 
1981 und 1982 wurde er DDR-Hallenmeister, 1982 DDR-Meister im Hochsprung. Danach beendete er seine sportliche Laufbahn.
Jörg Freimuth startete für den ASK Vorwärts Potsdam und trainierte bei Herbert Hoffmann. In seiner Wettkampfzeit war er 1,92 m groß und wog 89 kg. In den nach der Wende öffentlich gewordenen Unterlagen zum Staatsdoping in der DDR fand sich bei den gedopten Sportlern auch der Name von Freimuth.
Nach Ende seiner Sportlerkarriere arbeitete er als Elektriker, Platzwart auf einem Campingplatz, Helfer im Trockenbau, Wachmann und zurzeit als Fernfahrer. 
Der Zehnkämpfer Uwe Freimuth (8792 Punkte im Jahr 1984) ist sein Zwillingsbruder.